# Sylvioidea
A Sylvioidea a madarak osztályának verébalakúak (Passeriformes) rendjén belül a verébalkatúak (Passeri) alrendjének egyik öregcsaládja. Mintegy 1300 fajt foglal magába.

## Rendszerezés
Az öregcsaládba az alábbi családok tartoznak:
- Stenostiridae – 8 faj
- cinegefélék (Paridae) – 60 faj
- függőcinege-félék (Remizidae) – 11 faj

Ez a három család egyes szerzők szerint külön öregcsaládot alkot (Paroidea).
- Panuridae – 1 faj
- Nicatoridae – 3 faj
- pacsirtafélék (Alaudidae) – 98 faj
- bülbülfélék (Pycnonotidae) – 158 faj
- fecskefélék (Hirundinidae) – 88 faj
- Pnoepygidae – 5 faj
- Macrosphenidae – 19 faj
- berkiposzátafélék (Cettiidae) – 32 faj
- Scotocercidae – 1 faj
- Erythrocercidae – 3 faj
- Hyliidae – 2 faj
- őszapófélék (Aegithalidae) – 13 faj
- füzikefélék (Phylloscopidae) – 80 faj
- nádiposzátafélék (Acrocephalidae) – 64 faj
- tücsökmadárfélék (Locustellidae) – 66 faj
- Donacobiidae – 1 faj
- madagaszkári poszátafélék (Bernieridae) – 11 faj
- szuharbújófélék vagy afrikai poszátafélék (Cisticolidae) – 124 faj

A következő családok helyzete nem teljesen tisztázott. Az alábbi rendszerezés az Ornitológusok Nemzetközi Kongresszusának döntése.
- óvilági poszátafélék (Sylviidae) – 34 faj
- Papagájcsőrűcinege-félék (Paradoxornithidae) – 37 faj
- pápaszemesmadár-félék (Zosteropidae) – 146 faj
- timáliafélék (Timaliidae) – 56 faj
- Pellorneidae – 65 faj
- Leiothrichidae – 133 faj
- Alcippeidae – 10 faj

## Fordítás
- Ez a szócikk részben vagy egészben  a   Sylvioidea című angol Wikipédia-szócikk fordításán alapul.  Az eredeti cikk szerkesztőit annak laptörténete sorolja fel. Ez a jelzés csupán a megfogalmazás eredetét és a szerzői jogokat jelzi, nem szolgál a cikkben szereplő információk forrásmegjelöléseként.